# Giovanni Battista Baccarini
Giovanni Battista Baccarini (Cernobbio, 27 settembre 1897 – ...) è stato un politico italiano.